# Municipio de Kugler
El municipio de Kugler (en inglés: Kugler Township) es un municipio ubicado en el condado de St. Louis en el estado estadounidense de Minnesota. En el año 2010 tenía una población de 175 habitantes y una densidad poblacional de 1,92 personas por km².

## Geografía
El municipio de Kugler se encuentra ubicado en las coordenadas 47°44′51″N 92°15′10″O / 47.74750, -92.25278. Según la Oficina del Censo de los Estados Unidos, el municipio tiene una superficie total de 91.05 km², de la cual 90,39 km² corresponden a tierra firme y (0,72 %) 0,66 km² es agua.

## Demografía
Según el censo de 2010, había 175 personas residiendo en el municipio de Kugler. La densidad de población era de 1,92 hab./km². De los 175 habitantes, el municipio de Kugler estaba compuesto por el 88,57 % blancos, el 0,57 % eran afroamericanos, el 8,57 % eran amerindios y el 2,29 % eran de una mezcla de razas. Del total de la población el 0 % eran hispanos o latinos de cualquier raza.